# Kasach
Kasach také zvaná Aparančaj (arménsky Քասաղ) je řeka v Arménii. Je dlouhá 89 km. Povodí má rozlohu 1480 km².

## Průběh toku
Pramení na severním svahu hory Aragac a teče převážně podél jejího východního úpatí. Je to levý přítok řeky Sevdžur (Metsamor) v povodí Araksu.

## Využití
Využívá se ve velké míře na zavlažování. Na horním toku byla vybudována Aparanská přehrada. Na řece leží město Aštarak.